# 우면산
우면산(牛眠山)은 대한민국 서울특별시 서초구와 경기도 과천시의 경계에 있는 293m 높이의 산이다.

## 위치
원래 우면산은 서쪽으로는 사당역과 남태령역을 끝으로 관악산과 연결되었다. 우면산이라고 불린 이유는, 산의 형세가 소가 누워 있는 모습을 닮았다 하여 붙인 이름으로 2004년 7월 23일 우면산 남쪽에 자연생태공원이 만들어졌다. 이후, 1968년 경부고속도로의 개통 등으로 분리된 우면산이다.

## 지질
우면산은 경기 지괴/경기 육괴 경기변성암복합체의 호상 흑운모 편마암으로 구성된다. 

## 역사
우면산을 일찍이 1930년에 최초로 일본 제국이 강제로 우면산과 관악산 사이를 끊어버렸는데 이것이 바로 남태령고개가 되었다. 하지만, 그 덕분에 훗날 서초전자고등학교가 자리잡고, 원래 우면산 지역이었던 그 자리에는 지금의 남태령 지역 마을이 되어 주위에는 4호선 남태령역까지 생겼다. 그 뿐만 아니라, 그곳을 통해 등산하지 않더라도 사실상 일찍이 차량을 이용해서도 경기도 과천시로 오가고, 사당역에서도 서울특별시 우면동으로도 갈 수는 있었다.
1960년대에 경부고속도로 공사로 인해 우면산과 말죽거리공원까지 우면산으로 연결되었던 산 중도가 두 번째로 끊어졌다. 그래서 원래 양재역에 있던 우면산도 이 계기로 인해 말죽거리공원으로 바뀌었으며, 양재역 쪽으로는 전혀 등산이 불가능해졌다. 하지만, 대신에 그 길을 통해 차량이 서초동에서 우면동으로 차량이 바로 오고갈 수 있었으며 원래 우면산이었던 주변에도 서울 인재개발교육원, 양재자동차운전면허학원, 양재 우성아파트 등이 들어섰다. 그리고 서초동에는 예술의 전당이 생겼고, 방배동 지역 쪽에서도 서울시교육연수원과 방배체육공원이 추가로 더 만들어졌다. 
경부고속도로와 남태령고개가 일찍이 생겼음에도 불구하고도 서울특별시 서초동과 경기도 과천시로 오고가는 사람들에게는 돌아가서 40분 정도 걸렸다고 한다. 그러다가 2004년에 접어들자 세 번째로 우면산을 뚫은 공사 끝에 우면산터널이 개발되어 마침내는 서울특별시 서초동과 경기도 과천시를 오가는 시간이 15분 이내로 최소화되었다.

## 등산로
등산할 경우에는 경부고속도로로 인해 우면산에서 양재역으로는 갈 수가 없고 단지 남부터미널역, 방배역, 서초역, 예술의 전당, 사당역, 남태령역 부근으로 오고 갈수 있다. 반대편 우면산의 우면동, 송동마을, 형촌마을, 성촌마을, 안골(경기도 과천시) 지역 부근에는 우면동에서 올라가는 산책로를 비롯해 우면동 주유소에서 올라가는 등산로 길이 있다. 
추가로, 형촌마을에서 여러 길로 갈 수 있는 우면산 자연생태길이 있는데 이 중에서 유일하게 소망탑으로 올라갈 수 있는 길이 있다. 그래서 이 유일한 소망탑으로 가는 등산길을 통해서 형촌마을에서도 곧장 전망대를 거쳐 우면산 정상으로 가거나, 반대편 예술의 전당을 비롯해 대성사와 남부터미널 등의 여러 갈래로 갈 수 있게 된다. 하지만 이 길은 꽤 가파른 길이 좀 있기 때문에 오르기가 약간 쉽지는 않다. 
형촌마을 시점에서 유일하게 소망탑으로 갈 수 있는 길로 따라올라 소망탑을 거쳐서 반대편으로 그대로 내려가면 예술의 전당이 나온다. 앞서 말했던 우면동 주유소 근처에서 우면산 등산로를 가려면 반드시 형촌마을에서 올라가는 소망탑과 같은 길을 지나가야만 우면산 등산이 가능하다.
2011년 이후 공군들이 지나갈 수 있는 도로가 따로 송동마을 근처에서 만들어져 공군 꼭대기가 있는 길까지 만들어진 덕분에 이 길을 통해서도 사람들이 공군찻길 출입구 근처에서 등산길로 이동할 수 있다. 이 쪽으로 등산할 경우 공군찻길을 반드시 올라가야 하는데 출입구 근처에서 등산로로 옮겨 그대로 내려가면 방배동경남아파트가 나온다.  
서울특별시 경계를 넘은 경기도 과천시의 선바위역에서 우면산으로 올라가는 길은 있고, 올라가다 보면 서울특별시를 알리는 표지판도 있다. 이 곳에서 그대로 우면산을 거쳐 반대쪽으로 내려가면 불교TV 근처에 있는 내리막길로 간다. 하지만 도중에 서초전자고등학교 쪽으로 내려가거나 서울버스가 정착되어 있는 장소로도 내려갈 수 있다.
2000년대 이전까지는 반대편 우면산 주위(우면동, 송동마을, 형촌마을, 안골(경기도 과천시))에는 아파트도 전혀 없었고, 비닐하우스와 꽃집이 흔하였다. 사실상 그 쪽은 서울특별시 서초구와 경기도 과천시를 오고 가는 텅 빈 국도밖에 없었다. 그러다가, 송동마을과 형촌마을에선 서초네이처힐 아파트, LH서초 3,4,5단지 아파트, 서초힐스 아파트, 참누리에코리치 아파트가 들어서면서 사실상 이 곳이 도시로 바뀌었다.
1970년대에 경부고속도로를 건설한 계기로 우면산과 말죽거리공원(옛 우면산)을 공중 녹지연결로라는 육교를 서로 연결하지만 이는 2019년까지 기다려야 한다. 녹지연결이란 그냥 일반 사람들이 지나가는 육교가 아니라 육교 위에 나무와 자연을 놓은 것을 말한다.

## 교통
우면산을 등산하지 않고도 우면산 테두리 주위를 일주하는 방법이 있다. 우면산은 남부터미널, 우면동, 서초3동, 방배동, 사당동, 경기도 과천시 하동에 걸쳐있는 산이다. 양재역을 기준으로 4319번 버스를 끝까지 타면 사당역을 거쳐 종착 정류장 남태령역 근처까지 갈 수 있다. 이후 이 남태령역에서 4435번 버스를 갈아타고 선바위역을 지나 안골-송동마을-형촌마을-우면동을 통해 반대편 우면산을 거쳐 양재역으로 갈 수는 있다. 혹은 남태령역 시점으로 1-1번 버스를 잠깐 타다 과천성당에서 11-3번이나 441번 버스를 갈아타서 양재역까지는 갈 수 있으나 매번 버스를 갈아타기가 까다롭거나 불편하다. 반대로 4호선 사당역을 중심으로 갈 경우에는 4319번 버스를 사당역에서 타고 3호선 양재역에서 내린다. 그리고, 양재역에서 1번 출구 근처의 4435번 버스로 갈아타서 우면동-형촌마을-송동마을-안골-선방위역-남태령역-사당역으로 갈 수 있다.
혹시, 버스를 잘못 타서 버스가 거의 없고 공터가 많은 송동마을, 형촌마을, 안골 등에 내려진다고 해도 공군찻길이 있기 때문에 그 길을 통해서 잠깐 우면산을 올라갔다가 방배동경남아파트로 그대로 내려가면 사실 문제가 없다. 예시로, 서초18번의 마을버스는 양재역에서 안골 근처밖에 운영을 별로 하지 않은 버스다. 혹시 이 버스를 잘못 타고, 밤중인 상황에서 버스가 별로 없는 공터 지역 형촌마을, 송동마을, 안골 지역에 내려졌다 해도 서초 18번에서 송동마을에서 내려 공군찻길을 그대로 건너서 등산길로 갈아타서 그대로 내려가 방배동경남아파트 쪽으로 내려가서 버스를 이용하면 된다.
- ● 서울 지하철 2호선서울 지하철 2호선: 방배역
- ● 수도권 전철 3호선 서울 지하철 3호선: 양재역, 남부터미널역
- ● 수도권 전철 4호선 수도권 전철 4호선: 사당역, 남태령역, 선바위역
- ● 4319번: 남태령역 ↔ 사당역 ↔ 방배역 ↔ 도곡역 ↔ 잠실역
- ● 4435번: 개포동 ↔ 매봉역 ↔ 양재역 ↔ 양재초등학교 ↔ 송동마을 ↔ 우면산터널 ↔ 서초동
- ● 441번: 신사역 ↔ 강남역 ↔ 양재역 ↔ 말죽거리공원사거리 ↔ 송동마을, 안골 ↔ 선바위역 ↔ 과천시 ↔ 의왕시

## 산사태
2011년 7월 27일, 2011년 7월 한국 중부 집중호우 그리고 서초구의 무분별한 난개발의 결과로 우면산 지역에서 대형 산사태가 일어났으며, 3개 지역에서 토사가 길거리, 주택가로 쏟아지는 사고가 났다. 이로 인해 아파트와 지나가던 차량들과 행인들이 큰 피해를 입었다. 이 사고로 18명의 사상자가 발생했다.

## 같이 보기
- 예술의전당
- 우면산터널
- 남태령고개
- 구룡산
- 여의천
- 양재천
- 우면산 산사태 (2011년 7월 한국 중부 집중호우)
- 서울특별시의 지질